# Muda Setia
Muda Setia is een bestuurslaag in het regentschap Pelalawan van de provincie Riau, Indonesië. Muda Setia telt 2562 inwoners (volkstelling 2010).